# إيفان زاميت
إيفان زاميت (بالإنجليزية: Ivan Zammit)‏ هو مدرب كرة قدم ولاعب كرة قدم مالطي في مركز الدفاع، ولد في 17 مارس 1972 في فاليتا في مالطا. شارك مع منتخب مالطا تحت 21 سنة لكرة القدم ومنتخب مالطا لكرة القدم. أما مع النوادي، فقد لعب مع نادي بالزان ونادي بيركيركارا ونادي فاليتا ونادي فلوريانا ونادي مارساشلوك وهامرون سبارتانز.

## وصلات خارجية
- إيفان زاميت على موقع الاتحاد الدولي (مؤرشف)  (الإنجليزية)
- إيفان زاميت على موقع قاعدة بيانات كرة القدم.إي يو (الإنجليزية)
- إيفان زاميت على موقع ناشيونال فوتبول تيمز (الإنجليزية)